# Нефтепровод (селище)
Нефтепровод (рос. Нефтепровод) — селище у Чановському районі Новосибірської області Російської Федерації.
Входить до складу муніципального утворення Озеро-Карачінська сільрада. Населення становить 0 осіб (2015).

## Історія
Згідно із законом від 2 червня 2004 року органом місцевого самоврядування є Озеро-Карачінська сільрада.

## Населення
| 2002 | 2010 | 2011 | 2012 | 2013 | 2014 | 2015 |
| ---- | ---- | ---- | ---- | ---- | ---- | ---- |
| 0    | →0   | →0   | →0   | →0   | →0   | →0   |